# James McDowell
James McDowell, född 13 oktober 1795 i Rockbridge County, Virginia, död 24 augusti 1851 nära Lexington, Virginia, var en amerikansk demokratisk politiker. Han var Virginias guvernör 1843–1846 och ledamot av USA:s representanthus 1846–1851.
McDowell studerade vid Washington College (numera Washington and Lee University), Yale College och College of New Jersey (numera Princeton University). McDowell tillträdde 1843 som guvernör och efterträddes 1846 av William Smith.
Kongressledamot William Taylor avled 1846 i ämbetet och efterträddes av McDowell. Han omvaldes två gånger och lämnade uppdraget som kongressledamot i mars 1851. Senare samma år avled han nära Lexington och gravsattes på stadens Presbyterian Cemetery. Begravningsplatsen bytte senare namn till Stonewall Jackson Memorial Cemetery.